# Moushaumi Robinson
Moushaumi Robinson, ameriška atletinja, * 13. april 1981, Hattiesburg, Misisipi, ZDA.
Nastopila je na poletnih olimpijskih igrah leta 2004 in osvojila naslov olimpijske prvakinje v štafeti 4×400 m, v isti disciplini je zmagala tudi na panameriških igrah leta 2003.